# El hombre controlador del universo
El hombre controlador del universo, también conocido como El hombre en el cruce del camino, es un mural pintado por Diego Rivera (1886-1957) para el Rockefeller Center pero repintado para el Palacio de Bellas Artes en la Ciudad de México.

## Historia
En 1932 Diego Rivera comenzó a pintar un mural para el Centro Rockefeller de Nueva York. La obra quedó inconclusa porque Rivera introdujo un retrato del líder comunista Vladimir Lenin, lo que fue rechazado por la familia Rockefeller y el mural fue destruido.
De enero a noviembre de 1934, Rivera trabajó en el encargo para uno de los muros del segundo piso del Palacio de Bellas Artes (en México), reelaboró el mural en fresco sobre bastidor metálico móvil. El tamaño del mural es menor al original. El actual mide 4,46 × 11,46 m.

## Tema
La composición se divide en tres secciones: en la parte central del mural aparece el obrero operando la máquina que controla el universo, manipula la vida y divide el macrocosmos del microcosmos. 
El panel izquierdo se aprecia el efecto de la sociedad capitalista a través de la representación de Charles Darwin aludiendo a la ciencia, en contraste con la escultura de piedra que simboliza la religión y las escenas de lucha de clases y guerra.
El panel derecho representa el mundo socialista mediante las figuras de Vladimir Lenin, Karl Marx, León Trotski y Friederich Engels, así como la representación del Ejército Rojo y la unión de la clase obrera, representada por trabajadores en la Plaza Roja.

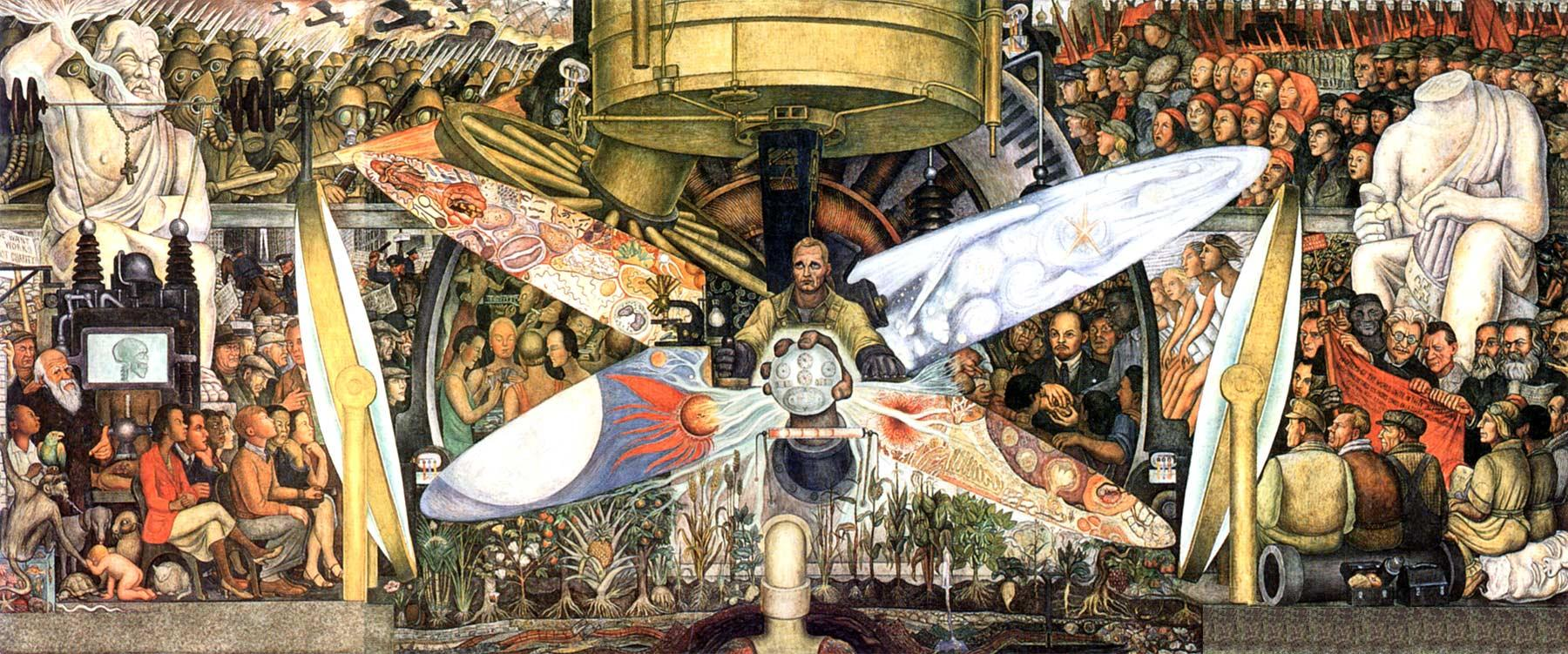
El hombre controlador del universo